# Bad Match
 (février 2020).
Pour plus de détails, voir Fiche technique et Distribution.
Bad Match est un thriller horrifique américain réalisé par David Chirchirillo, sorti en 2017.

## Synopsis
Coureur de jupons et accro aux applications de rencontre, Harris à tout pour lui. Malheureusement sa vie va vite tourner au cauchemar lorsqu'il va rencontrer Riley. Belle, drôle, charmante et terriblement possessive. 

## Fiche technique
- Titre : Bad Match
- Réalisateur : David Chirchirillo
- Scénario : David Chirchirillo
- Producteurs : J. D. Lifshitz, Raphael Margules
- Directeur de la photographie : Ed Wu
- Montage : Michael Block
- Musique : Amnon Freidlin, Brian McOmber
- Société de distribution : Orion Pictures
- Langue originale : anglais
- Genre : Thriller et horreur
- Durée : 82 minutes
- Date de sortie : 3 novembre 2017

## Distribution
- Jack Cutmore-Scott (VF : Julien Chettle) : Harris
- Lili Simmons (VF : Caroline Lemaire) : Riley Miller
- Noureen DeWulf : Terri Webster
- Christine Donlon : Rachel
- Kahyun Kim (VF : Sophie Ostria) : Lydia
- Brandon Scott (VF : Olivier Valiente) : Chuck
- Chase Williamson (VF : Michel Barrio) : Robby
- Seth Morris (VF : Éric Bonicatto) : Ronald Dale
- Trent Haaga : l'inspecteur Dean

- Version française
  - Société de doublage : Audioprojects La Garriga 
  - Direction artistique : Céline Lemoine[1]
  - Adaptation : Sylvie Santelli